# Zespół Dworsko Parkowo Kościelny w Woli Osowińskiej
Zespół Dworsko Parkowo Kościelny w Woli Osowińskiej – zespół złożony z parku krajobrazowego, niezagospodarowanego dworku, Kościoła Wniebowzięcia Najświętszej Maryi Panny, który pełni funkcję kościoła parafialnego Parafii Narodzenia Najświętszej Maryi Panny w Woli Osowińskiej, Gorzelni Dworskiej, która obecnie należy do Sieci Gorzelni Export -Imoort i z niezagospodarowanego Młyna Dworskiego, który znajduje się w rękach prywatnych. Zespół położony jest w Polsce, województwie lubelskim, powiecie radzyńskim, Gminie Borki, Woli Osowińskiej.

## Historia
Wzmianki związane ze spisem wsi szlachty zagrodowej z 1531 mówią, że Wola Osowińska płaciła podatek od 1/2 łana. W 1552 podatek ze wsi płacił wojewoda ruski, a w 1582 Paweł Klebowski daje od 10 półwłóczków osiadłych 5 florenów. Według Księgi Rozdzielenia Rodów Ziemiańskich od początku XVI wieku Wola Osowińska wchodzi w skład ogromnej fortuny Piotra Firleja, który prawdopodobnie wybudował dwór parterowy w Woli Osowińskiej. Następnie przy podziale majątków Firlejów Wolę Osowińską wraz z majątkiem dostaje w 1557 Jan Firlej, wojewoda krakowski i marszałek koronny. Po śmierci Jana Firleja majątek otrzymuje kasztelan radomski Andrzej Firlej, a po śmierci w 1659 Andrzeja olbrzymie dobra Firlejów ulegają rozdrobnieniu i dostają się dalszej rodzinie. W XVIII wieku dobra należą do Tadeusza Czerskiego. Filipina Czerska w 1790 wychodzi za mąż za Ignacego Jaźwińskiego. Otrzymuje w wianie Wolę Osowińską i inne majątki. W 1839 umiera Ignacy Jaźwiński, a jego dobra Wola Osowińska, Borki, Oszczepalin oraz przyległości Filipina i Jadwiga ulegają podziałowi między rodzeństwo: Izabelę z Jaźwińskich Essen, Józefę z Jaźwińskich Zielińską, Walentego Jaźwińskiego i Feliksa Jaźwińskiego. Wola Osowińska przypada w tym podziale Feliksowi Jaźwińskiemu, który razem z małżonką Ludwiką z Nowodworskich budują w latach 1854-1856 kaplicę-kościół jako grobowiec rodzinny. Stąd część podziemna jest bardzo wysoka. Ludwika Jaźwińska w jedenaście lat po poświęceniu kościoła zostaje pochowana w części podziemnej, gdzie trumna z jej ciałem spoczywa do dziś. Majątek, ze względu na zadłużenie kredytowe, zostaje w 1870 wystawiony na publiczną licytację i sprzedany Alfonsowi Sierakowskiemu i zaraz przechodzi w ręce Aleksandra Makowskiego (seniora), a w 1907 jego syna Aleksandra. Aleksander Makowski (senior), znany na Lubelszczyźnie jako działacz społeczny, stawia gospodarstwo na wysokim poziomie. Za postęp w dziedzinie rolnictwa, a szczególnie ogrodnictwa, majątek otrzymuje nagrody krajowe i międzynarodowe. W okresie działalności Makowskiego zostaje wybudowana piętrowa część dworku. Drugiej połowy nie zdążył wybudować ponieważ zaskoczyła go nagła śmierć. Zmarł w 1907 w Monte Carlo. Wiek starych drzew wskazuje na to, że park w obecnym kształcie założony był wcześniej. Szczególnie starym zabytkiem jest parterowy dworek, którego czas budowy nie jest znany. Obok dworku znajduje się stary dąb oceniany przed wojną na 450 lat. Po śmierci Aleksandra Makowskiego majątek odziedziczyła jego żona Władysława. Ostatnim właścicielem majątku od 1921 był inż. Edward Krzemiński który bardzo dobrze dbał o majątek i o jego obejście. W czasie II wojny światowej majątek zajmowali Niemcy, którzy zniszczyli pałac, ale po wojnie został on odbudowany. W pałacu od lat 70. XX wieku do początku lat 90. XX wieku znajdowała się szkoła podstawowa. Obecnie pałac jest niezagospodarowany. Do majątku wchodziły również młyn dworski, obecnie nieużytkowany i gorzelnia, która obecnie znajduje się rękach prywatnych oraz Kościół Wniebowzięcia Najświętszej Maryi Panny, który został wybudowany w 1858, rozbudowany w latach 1990-1994 przez ks. Jana Madeja i który od 1930 należy do parafii Narodzenia Najświętszej Maryi Panny w Woli Osowińskiej pełni on funkcję kościoła parafialnego.

## Właściciele do okresu II wojny światowej
- Piotr Firlej
- Jan Firlej
- Andrzej Firlej
- Filipina i Ignacy Jaźwińscy
- Feliks Jaźwiński
- Alfons Sierakowski
- Aleksander Makowski (senior)
- Aleksander Makowski
- inż. Edward Krzemiński

## Galeria

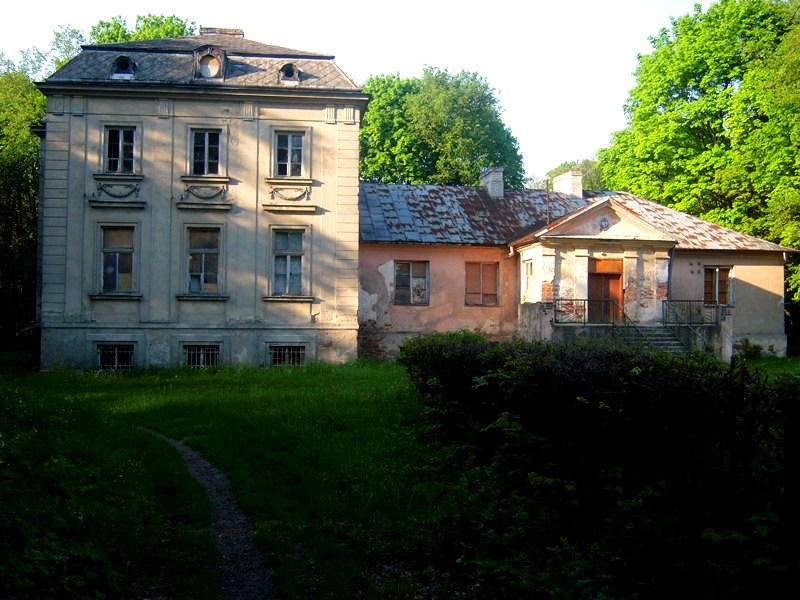
Dwór w Zespole Dworsko Parkowo Kościelnym w Woli Osowińskiej
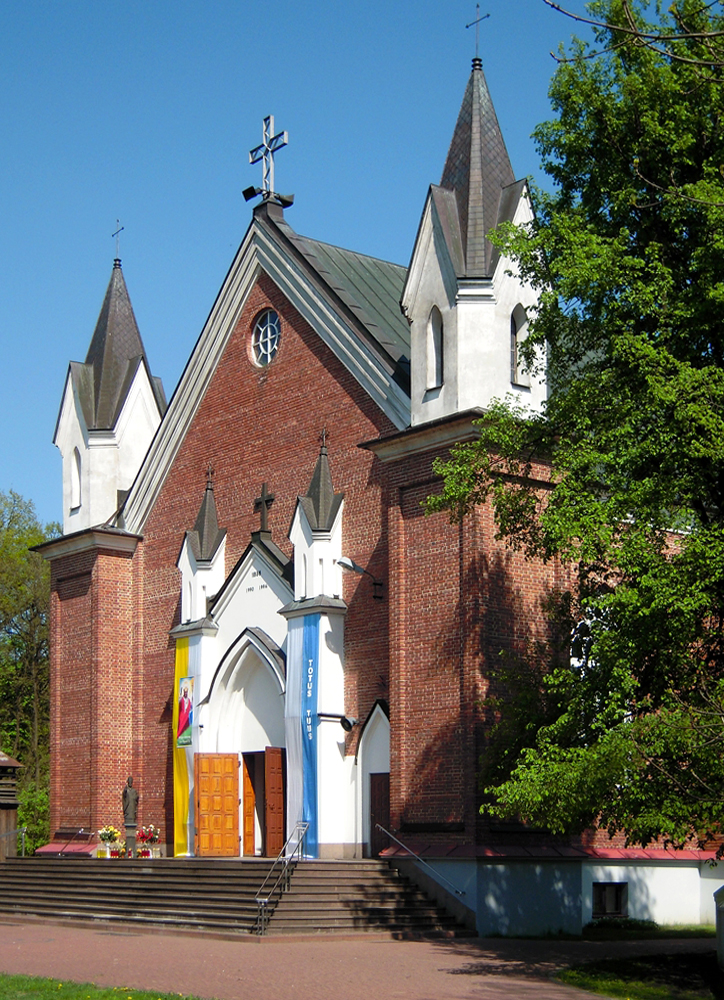
Kościół Wniebowzięcia NMP w Woli Osowińskiej
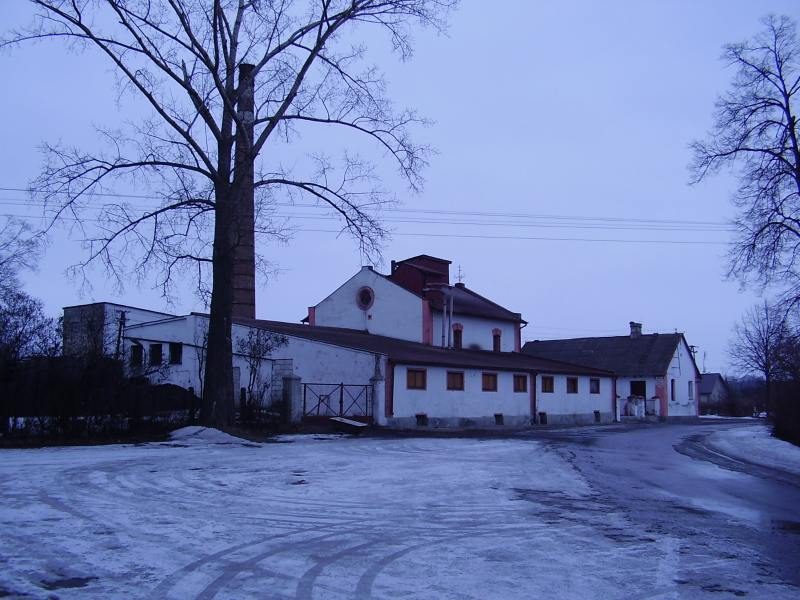
Gorzelnia dworska, która też jest częścią Zespołu Dworsko Parkowo Kościelnego w Woli Osowińskiej
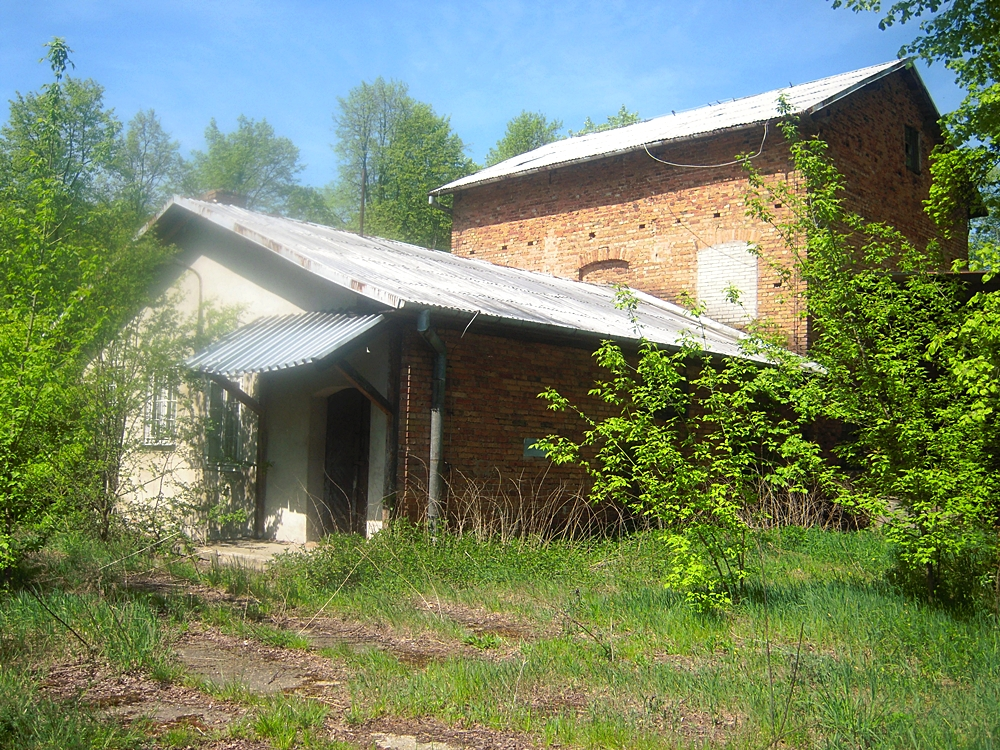
Młyn dworski nieczynny od lat 90. XX wieku
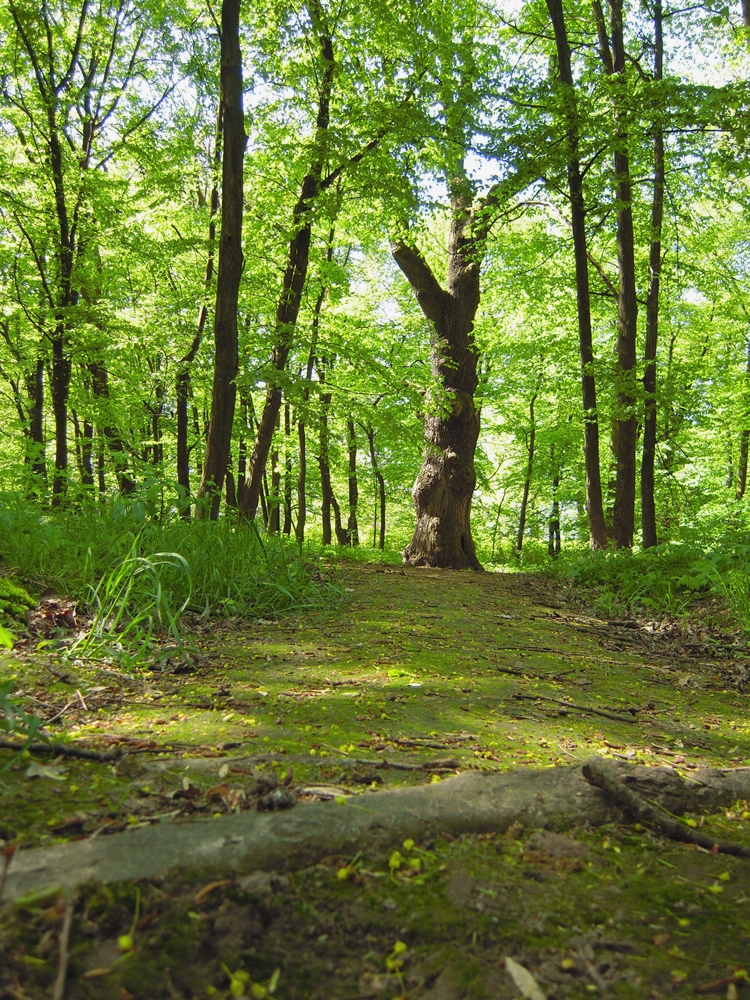
Dąb szypułkowy Dewajtis który jest Pomnikiem Przyrody